# Temelucha fuscicornis
Temelucha fuscicornis är en stekelart som först beskrevs av Cameron 1911.  Temelucha fuscicornis ingår i släktet Temelucha och familjen brokparasitsteklar. Inga underarter finns listade i Catalogue of Life.